# Josefa María Lena de Terry
Josefa María Lena de Terry, ceramista española nacida en El Puerto de Santa María, provincia de Cádiz, en 1945.

## Biografía
Su infancia y adolescencia discurre entre Sevilla, Lora del Río —donde su padre tenía fincas—, Jerez y El Puerto. Educada en el Colegio del Valle del Sacre Cœur de Sevilla y en el de Jesús-María, conocido como «El Cuco» de Jerez. Cursó sus estudios de Artes Aplicadas y Oficios Artísticos en la Escuela 'Albaidar' de Sevilla. Su trabajo de fin de carrera, fue calificado de sobresaliente y, al año siguiente, fue nombrada profesora de la Escuela.

### Carrera deportiva
Esgrimista de élite, especialidad de florete, en la década de 1960, intervino en los más importantes campeonatos que se celebraron en nuestro país. Ha obtenido el Campeonato de España, por equipos, en varias ocasiones, el de Andalucía, cuatro veces, y varias Medallas de Oro y Plata en los Juegos Deportivos de Otoño de Sevilla.

### Carrera artística
Estudiosa de las artes y los procedimientos artísticos, en 1982, decidió dedicarse a la cerámica, disciplina que había practicado durante sus estudios de Artes Aplicadas y Oficios Artísticos. Entre sus obras más importantes están la restauración y ampliación de los murales y zócalos de las cuadras de las Bodegas Terry, así como el estudio y realización el mural con el árbol genealógico de los Caballos del 'Hierro del Bocado' de estirpe cartujana; la decoración cerámica de los paramentos de unas cuadras en Ámsterdam; frontales de altar para Córdoba; diversos murales para Múnich y Miami... Pero su obra emblemática y más completa es el diseño y la realización de toda la cerámica existente en la Real Escuela Andaluza del Arte Ecuestre, obtenida mediante concurso, en el que compitió con renombrados ceramistas españoles y extranjeros. Son de su mano el gran mural de la fachada, los seis de los 'ojos de buey' en el picadero, el zócalo del patio ochavado del guadarnés, la esfera del reloj, los frontales de las pilas abrevaderos, el árbol genealógico de 'Valeroso' —el caballo fundador de la Real Escuela—, el mural con las sextinas reales de Rafael Alberti dedicadas a los caballos andaluces y toda la cerámica del conjunto. Ha intervenido en el diseño y realización de varios murales para la Real Plaza de Toros de El Puerto de Santa María; en la restauración de la fuente mural dedicada a Cristóbal Colón en la plaza portuense de ese nombre y en la creación de los premios que se entregan a la Promoción del Turismo de su ciudad natal.
El poeta Rafael Alberti le encargó realizar en cerámica un gran mural con la paloma que le pintó a Picasso, otro con el poema a Telethusa, de la Ora Marítima y otras obras menores, para su casa y la Fundación de su nombre, como el diseño de la fuente de piedra y la realización del mural de cerámica de la casa Fundación Rafael Alberti con la Canción 8.
Experta en el diseño de pilas de agua bendita de cerámica inspiradas en las de los siglos xviii y xix. Y, aunque ha realizado obras de alfarería, su campo lo ha reducido a la creación de cerámica aplicada a la arquitectura.
Los azulejos que se entregaban con motivo de los Premios a la Promoción Turística de El Puerto, eran obra de su taller. El Ayuntamiento de su ciudad los ha entregado como signo de distinción entre otros a Paloma San Basilio, Javier Alonso Osborne, Tomás Terry, los empresarios taurinos Canorea y Barrilaro y el poeta Rafael Alberti.
Ha realizado diseños de marionetas para una serie de TVE y ha diseñado y dirigido la decoración de espacios interiores, tales como el despacho de la Alcaldía de El Puerto, los salones de los palcos Real y de la Presidencia y el salón de exposiciones de la Plaza de Toros de El Puerto de Santa María, o su propia casa. En ocasiones ha recurrido al trampantojo para dar sensación de amplitud a los espacios o ha jugado con los colores con un gran sentido cromático rompedor, como en el caso del salón de exposiciones de la Plaza Real de Toros, entelado con el tejido fucsia que se usa para confeccionar los capotes toreros.
Reside en El Puerto de Santa María. Casada con el abogado y escritor Luis Suárez Ávila, es madre de dos hijas, ya casadas.

## Obra
Su forma de trabajo es totalmente artesanal y los pigmentos que utiliza son únicamente óxidos naturales. Con la paleta, evidentemente reducida, de esos óxidos, a la hora de diseñar y crear se desposee de su formación culta y ha conseguido importantes logros en la recreación —regeneración más bien—, de los modelos y trazas de la cerámica española y portuguesa de los siglos xvii, xviii y xix, sin desdeñar los anteriores.
El grabado, las grecas y colofones de la imprenta antigua, o los códices miniados son también, a veces, motivos de inspiración para sus creaciones. Es una estudiosa de los pigmentos y procedimientos cerámicos que investiga y ensaya. Ha conseguido blancos de fondo y 'fritas' muy particulares.
También ha colaborado como experta en proyectos y exposiciones sobre mobiliario, artes decorativas y fotografía.